# Loxocephala aeruginosa
Loxocephala aeruginosa är en insektsart som först beskrevs av Frederick William Hope 1840.  Loxocephala aeruginosa ingår i släktet Loxocephala och familjen Eurybrachidae. Inga underarter finns listade i Catalogue of Life.